# 3-й танковий корпус СС
3-й Германський танковий корпус СС (нім. III. (germanische) SS-Panzerkorps) — танковий корпус військ СС за часів Другої світової війни.

## Райони бойових дій
- Німеччина (травень — вересень 1943);
- Югославія (вересень — грудень 1943);
- Східний фронт (північний напрямок) (грудень 1943 — лютий 1945);
- Німеччина (лютий — травень 1945).

## Командування

### Командири
- обергрупенфюрер СС Фелікс Штайнер (нім. Felix Steiner) (1 травня 1943 — 9 листопада 1944);
- обергрупенфюрер СС Георг Кепплер (нім. Georg Keppler) (9 листопада 1944 — 4 лютого 1945);
- обергрупенфюрер СС Маттіас Кляйнгайстеркамп (нім. Matthias Kleinheisterkamp) (4 — 11 лютого 1945);
- генерал-лейтенант Мартін Унрайн (нім. Martin Unrein) (11 лютого — 5 березня 1945);
- бригадефюрер СС Йоахім Циглер (нім. Joachim Ziegler) (5 березня — 2 травня 1945).

## Бойовий склад 3-го танкового корпусу СС
Формування управління, забезпечення та підтримки
- авіаційна ескадрилья корпусу (Fliegerstaffel);
- 103-й моторизований топографічний відділ корпусу СС (SS-Korpskartenstelle (mot) 103);
- 103-й важкий танковий батальйон СС (schwere SS-Panzer-Abteilung 103/503);
- 3-тє артилерійське командування СС (SS-ArtillerieKommandeur III);
- 103-й зенітний дивізіон СС (SS-Flugabwehrkanone-Abteilung 101)
- 1-ша зенітна батарея ППО СС (SS-Flugabwehr-Kompanie);
- 2-га зенітна батарея ППО СС (SS-Flugabwehr-Kompanie);
- 103/503-й дивізіон реактивних установок СС (SS-Wefer-Abteilung 101/501)
- 521-ша батарея реактивних установок СС (SS-Vielfachwerfer-batterie 521);
- 103-й корпусний батальйон зв'язку СС (SS-Korps-Nachrichten-Abteilung 3/103);
- 503-тя важка моторизована батарея артилерійської розвідки (schwere SS-Beobachtungsbatterie (mot) 503);
- фортифікаційно-геологічна рота (SS-Wehrgeologen-Kompanie);
- 1-ша та 2-га транспортні роти СС (1.SS-Kraftfahr-Kompanie 103, 2.SS-Kraftfahr-Kompanie 103);
- автомобільно-транспортний загін (SS-Kraftfahrzeug-Instand-setzungs-Zug);
- SS-Bekleidungs-Instand-setzungs-Kompanie;
- 103-й корпусний санітарний загін СС (SS-Korps-Sanitats-Abteilung 103);
- 503-тя корпусна санітарна рота СС (SS-Korps-Sanitats-Kompanie 503);
- 503-й польовий лазарет СС (SS-Feldlazarett 503);
- 103-тя моторизована фельдпошта (SS-Feldpostamt (mot) 103);
- моторизована рота військової преси (SS-Kriegsberichter-Kompanie (mot);
- 103-тя моторизована рота фельджандармерії СС (SS-Feldgendarmerie-trupp (mot) 103);
- 103-тя корпусна рота безпеки СС (SS-Korps-Sicherungs-Kompanie 103);
- 103-тя штурмова рота СС (SS-Sturm-Kompanie 103);
- (SS-Pflegestellw 156/RuSHA).

- 11-та добровольча танково-гренадерська дивізія СС «Нордланд» (11. SS-Panzergrenadier-Division "Nordland");
- 14-й поліційний полк СС (SS-Polizei-Regiment 14).

- 11-та добровольча танково-гренадерська дивізія СС «Нордланд»;
- 9-та авіапольова дивізія (9. Feld-Division (L));
- 10-та авіапольова дивізія (10. Feld-Division (L));
- Бойова група 4-ї поліційної дивізії СС (Kampfgruppe SS-Polizei Division).

- 20-та гренадерська дивізія СС (1-ша естонська) (20. Waffen-Grenadier-Division der SS (estn.Nr.1);
- 11-та добровольча танково-гренадерська дивізія СС «Нордланд»;
- Панцергренадерська дивізія «Фельдхернхалле» (Panzergrenadier-Division "Feldherrnhalle");
- 61-ша піхотна дивізія (61. Infanterie-Division);
- 4-та бригада СС «Нідерланд» (4. SS-Brigade "Nederland").

- 20-та гренадерська дивізія СС (1-ша естонська);
- 11-та добровольча танково-гренадерська дивізія СС «Нордланд»;
- 4-та бригада СС «Нідерланд».

- 20-та гренадерська дивізія СС (1-ша естонська);
- 11-та добровольча танково-гренадерська дивізія СС «Нордланд»;
- 11-та піхотна дивізія (11. Infanterie-Division);
- штаб дивізії особливого призначення № 300 (Divisionsstab z.b.V. 300);
- 4-та бригада СС «Нідерланд»;
- 5-та бригада СС «Валлонія» (5. SS-Brigade "Wallonien");
- 6-та штурмова бригада СС «Лангемарк» (6. SS-Sturmbrigade "Langemarck").

- 11-та добровольча танково-гренадерська дивізія СС «Нордланд»;
- 14-та танкова дивізія (14. Panzer-Division);
- 121-ша піхотна дивізія (121. Infanterie-Division);
- добровольча панцергренадерська бригада СС «Нідерланд» (SS-Freiwillige-Panzergrenadier-Brigade "Nederland").

- 11-та добровольча танково-гренадерська дивізія СС «Нордланд»;
- 27-ма гренадерська дивізія СС «Лангемарк» (27. SS-Freiwilligen-Grenadier-Division "Langemarck");
- 28-ма танково-гренадерська дивізія СС «Валлонія» (28. SS-Freiwilligen-Grenadier-Division);
- 23-тя танково-гренадерська дивізія СС (23. SS-Panzergrenadier-Division);
- 281-ша піхотна дивізія (281. Infanterie-Division);
- Бойова група Войгт (KG Voigt).